# Villa Schleifer
Die Villa Schleifer (ukrainisch Особняк Шлейфера) oder auch Haus Schleifer (Дом Шлейфера ) ist ein vom Architekten Georg Schleifer für eigene Zwecke errichtetes Mietshaus im Kiewer Stadtrajon Petschersk. 
Das 1909 im Jugendstil errichtete, fünfstöckige Eckgebäude ist seit 1986 ein Architekturdenkmal und befindet sich auf der Instytutska-Straße (вулиць Інститутська) Nummer 13/4 Ecke Sadowa-Straße (Садова вулиця) gegenüber der Wohnanlage KOWO und nahe der ukrainischen Nationalbank und dem Regierungsgebäude der Ukraine im Stadtzentrum der ukrainischen Hauptstadt. Im Jahr 2000 wurde das Gebäude vollständig saniert.

## Weblinks

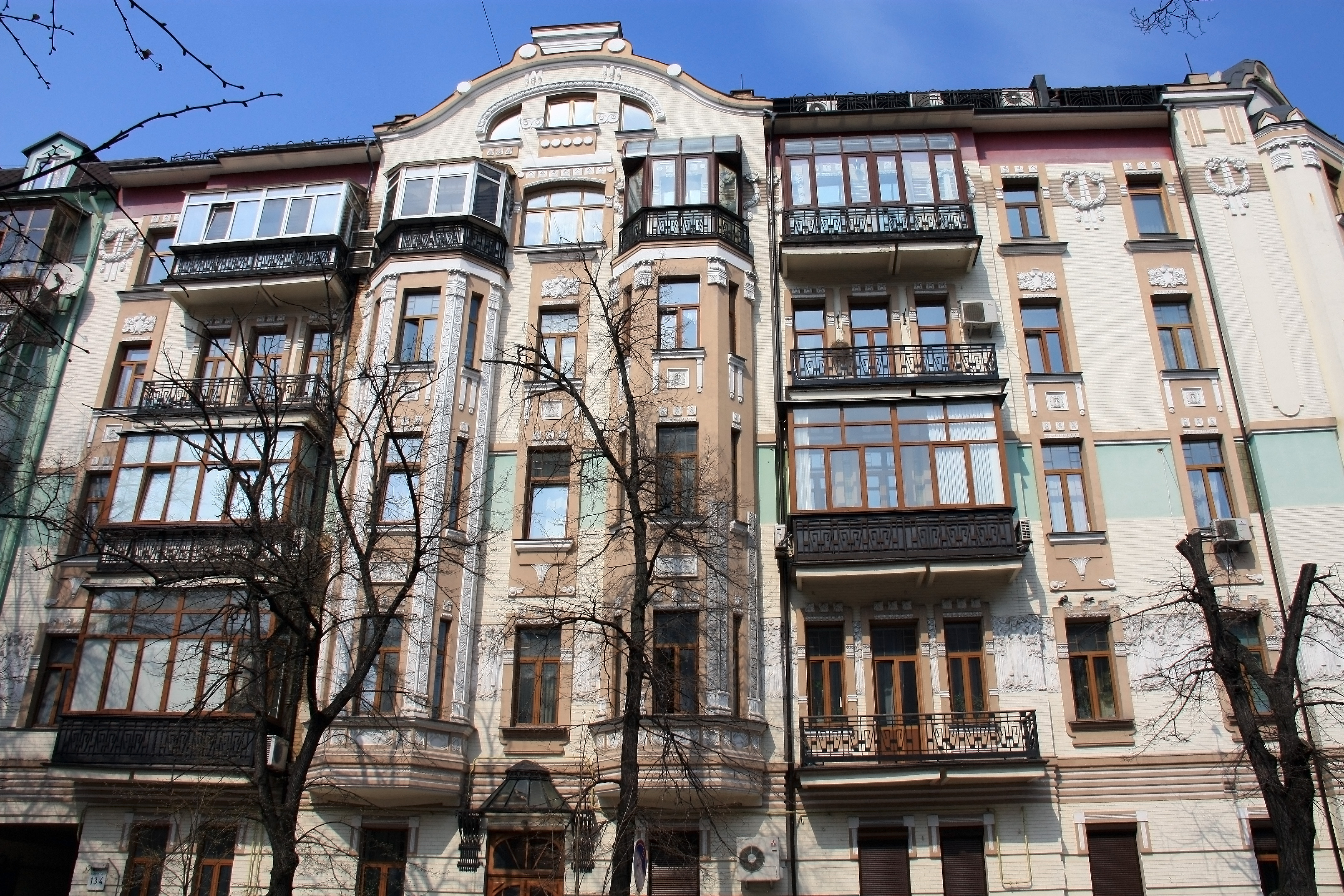
Hausfront
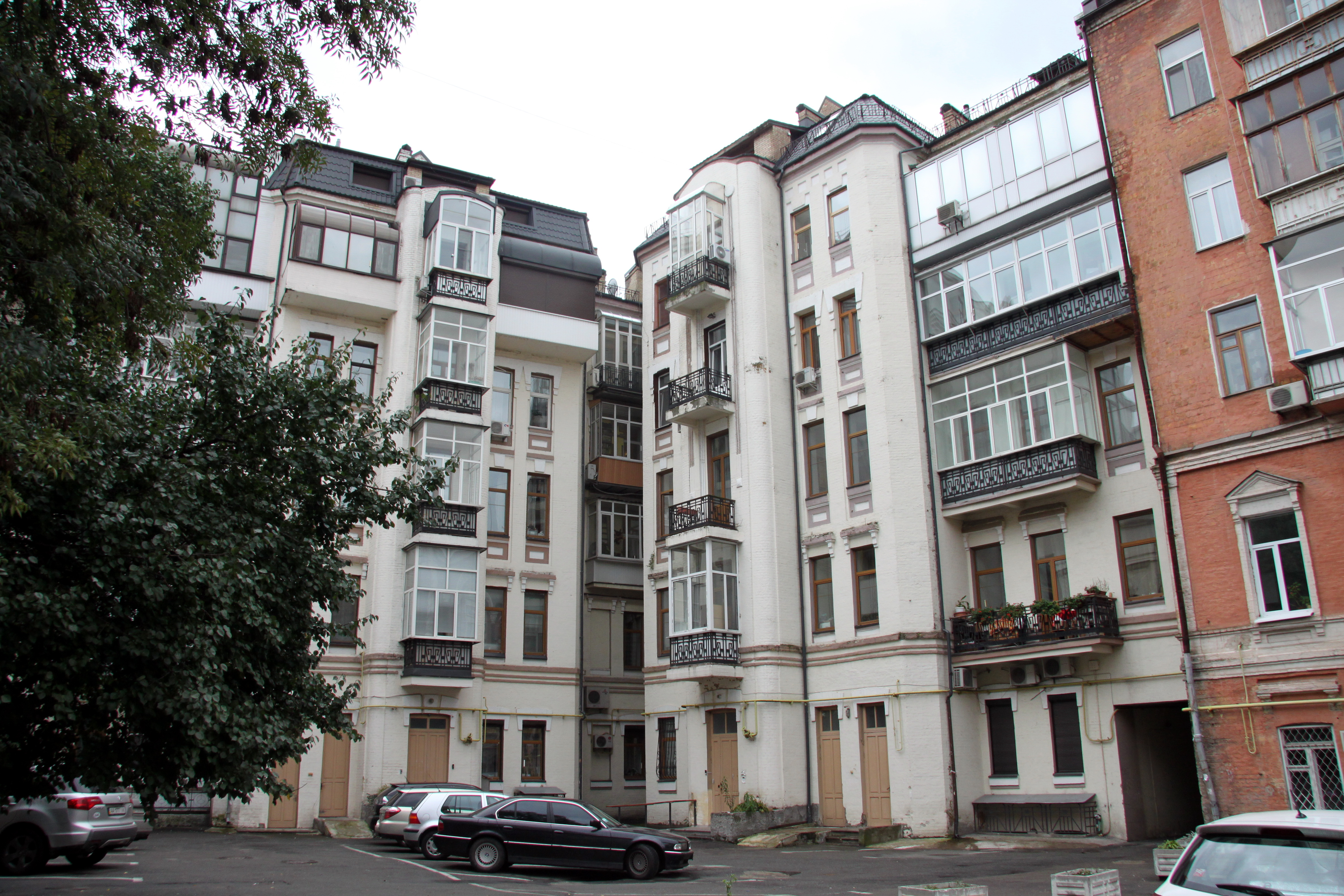
Hofansicht
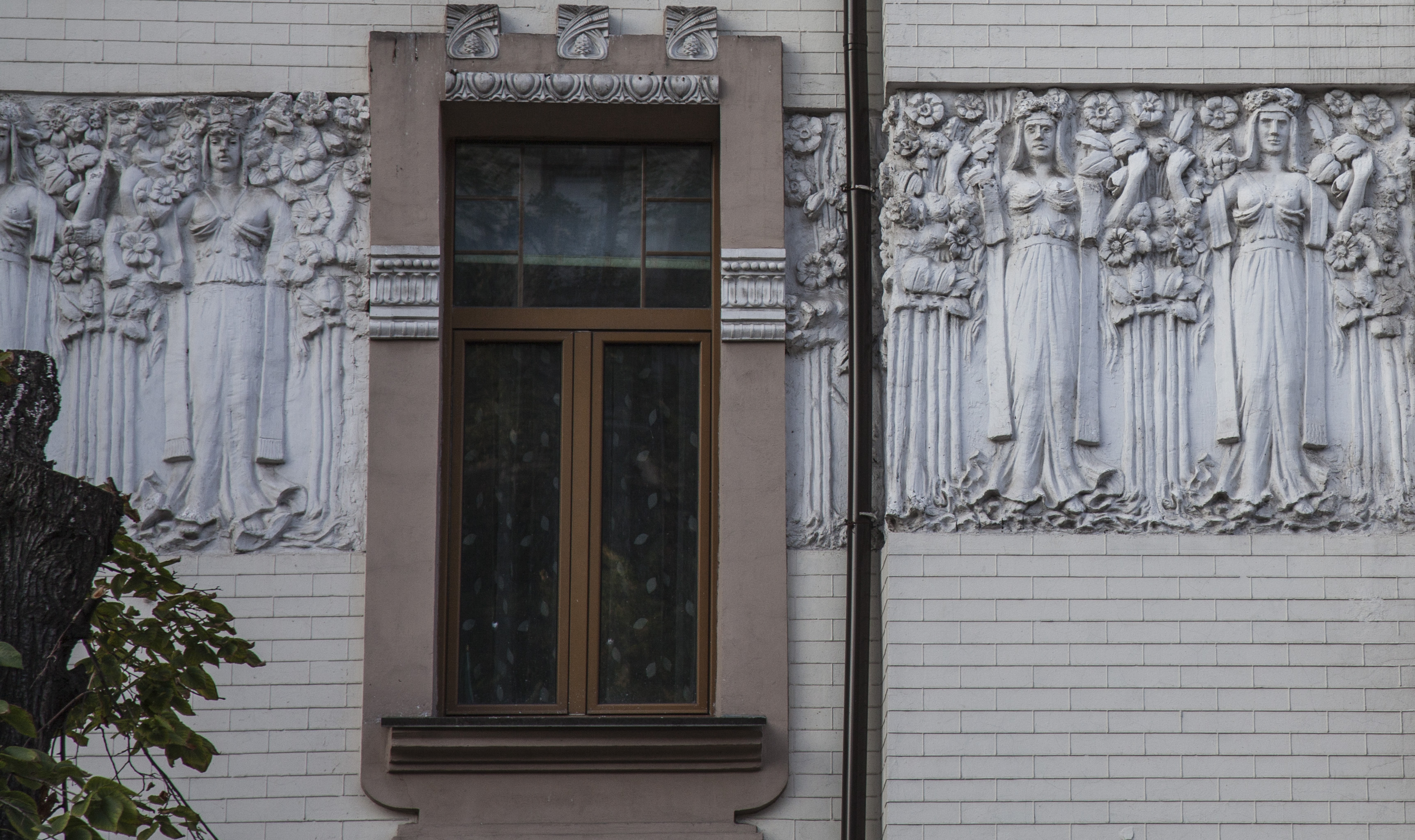
Detailansicht